# Tephroseris crispa
Tephroseris crispa là một loài thực vật có hoa trong họ Cúc. Loài này được (Jacq.) Rchb. miêu tả khoa học đầu tiên năm 1842.